# Arcidiocesi di Castries
L'arcidiocesi di Castries (in latino Archidioecesis Castriensis) è una sede metropolitana della Chiesa cattolica a Saint Lucia. Nel 2021 contava 127.800 battezzati su 183.627 abitanti. È retta dall'arcivescovo Gabriel Malzaire.

## Territorio
L'arcidiocesi comprende lo stato di Saint Lucia.
Sede arcivescovile è la città di Castries, dove si trova la cattedrale dell'Immacolata Concezione di Maria Vergine.
Il territorio è suddiviso in 22 parrocchie.

## Storia
La diocesi è stata eretta il 20 febbraio 1956 con la bolla Crescit Ecclesia di papa Pio XII, ricavandone il territorio dall'arcidiocesi di Porto di Spagna, di cui era inizialmente suffraganea.
Il 18 novembre 1974 è stata elevata al rango di arcidiocesi metropolitana con la bolla Quoniam voluntas Dei di papa Paolo VI.

## Cronotassi dei vescovi
Si omettono i periodi di sede vacante non superiori ai 2 anni o non storicamente accertati.
- Charles Alphonse H. J. Gachet, F.M.I. † (14 gennaio 1957 - 18 novembre 1974 dimesso)
- Patrick Webster, O.S.B. † (18 novembre 1974 - 10 maggio 1979 dimesso)
  - Sede vacante (1979-1981)
- Kelvin Edward Felix † (17 luglio 1981 - 15 febbraio 2008 ritirato)
- Robert Rivas, O.P. (15 febbraio 2008 - 11 febbraio 2022 ritirato)
- Gabriel Malzaire, dall'11 febbraio 2022

## Statistiche
L'arcidiocesi nel 2021 su una popolazione di 183.627 persone contava 127.800 battezzati, corrispondenti al 69,6% del totale.
| anno | popolazione | popolazione | popolazione | presbiteri | presbiteri | presbiteri | presbiteri                | diaconi | religiosi | religiosi | parrocchie |
| anno | battezzati  | totale      | %           | numero     | secolari   | regolari   | battezzati per presbitero | diaconi | uomini    | donne     | parrocchie |
| ---- | ----------- | ----------- | ----------- | ---------- | ---------- | ---------- | ------------------------- | ------- | --------- | --------- | ---------- |
| 1959 | 84.721      | 92.089      | 92,0        | 19         |            | 19         | 4.459                     |         | 6         | 27        | 10         |
| 1966 | 92.500      | 99.700      | 92,8        | 27         | 1          | 26         | 3.425                     |         | 5         | 31        | 18         |
| 1970 | 97.000      | 107.570     | 90,2        | 38         | 7          | 31         | 2.552                     |         | 37        | 34        | 21         |
| 1976 | 96.280      | 110.000     | 87,5        | 32         | 7          | 25         | 3.008                     | 1       | 28        | 33        | 22         |
| 1980 | 100.000     | 120.000     | 83,3        | 27         | 5          | 22         | 3.703                     | 1       | 23        | 27        | 22         |
| 1990 | 120.990     | 142.324     | 85,0        | 36         | 14         | 22         | 3.360                     | 4       | 25        | 40        | 22         |
| 1999 | 115.000     | 147.179     | 78,1        | 31         | 17         | 14         | 3.709                     | 8       | 17        | 44        | 23         |
| 2000 | 115.000     | 147.179     | 78,1        | 29         | 18         | 11         | 3.965                     | 8       | 14        | 41        | 23         |
| 2001 | 116.149     | 147.179     | 78,9        | 29         | 16         | 13         | 4.005                     | 8       | 19        | 42        | 22         |
| 2002 | 100.243     | 157.775     | 63,5        | 27         | 15         | 12         | 3.712                     | 9       | 18        | 42        | 22         |
| 2003 | 100.243     | 157.775     | 63,5        | 27         | 14         | 13         | 3.712                     | 9       | 19        | 47        | 22         |
| 2004 | 100.243     | 157.775     | 63,5        | 28         | 14         | 14         | 3.580                     | 9       | 20        | 47        | 22         |
| 2006 | 100.243     | 157.775     | 63,5        | 31         | 18         | 13         | 3.233                     | 13      | 20        | 35        | 22         |
| 2013 | 102.307     | 165.313     | 61,9        | 27         | 17         | 10         | 3.789                     | 11      | 12        | 45        | 22         |
| 2016 | 105.256     | 181.273     | 58,1        | 23         | 12         | 11         | 4.576                     | 11      | 12        | 40        | 22         |
| 2019 | 126.317     | 180.454     | 70,0        | 28         | 16         | 12         | 4.511                     | 21      | 13        | 38        | 16         |
| 2021 | 127.800     | 183.627     | 69,6        | 29         | 16         | 13         | 4.406                     | 24      | 19        | 36        | 22         |